# Modern Combat 2: Black Pegasus
Modern Combat 2: Black Pegasus, abgekürzt auch MC2, ist ein von Gameloft entwickelter Ego-Shooter, welcher am 4. Oktober 2010 für iOS, Android und webOS veröffentlicht wurde. Das Spiel ist der 2. Teil in dem Modern Combat Franchise und ist somit der direkte Nachfolger von Modern Combat: Sandstorm.

## Handlung
Nachdem Abu-Baha in Modern Combat: Sandstorm getötet wurde, ist es die jetzige Aufgabe die Nachfolger von Abu-Bahas Gruppe zu töten. Das Spiel ist in drei Akte und einem Prolog unterteilt. Im Prolog wird einer der Protagonisten, Pvt. Newman von der Mustang-Einheit, nach dem Versagen der Operation Troika, im Dschungel von Pablo (ein Nachfolger von Abu-Baha) und dessen Dolmetscher verhört. Nachdem man erneut aufwacht wird man von Pvt. Downs gefunden und die Flucht aus dem Gefängnis beginnt. Am Ende des Prologs bleibt die Frage offen, ob man durch eine Splittergranate stirbt. In der ersten Mission des ersten Aktes spielt der Spieler den Protagonisten des vorherigen Teils, Lt. 'Chief' Warren um einen Nachfolger von Abu-Baha zu verhören. In der ersten Mission tritt der eigentliche Protagonist des Spiels auf, Sgt. Anderson, der im dritten und vierten Teil noch zu sehen ist. Seine Aufgabe ist in 2 Missionen unterteilt. In der ersten muss er über Dächer ein Konvoi schützen, in dem der Kandidat für die Präsidentschaft in dem Mittleren Osten, Azimi, zur Amerikanischen Botschaft gebracht werden soll. Die 2. Mission findet auf dem Wagen mit einem MG statt. Allerdings wird die Botschaft gestürmt und in der 4. Mission muss man Azimi schützen, der sich als Verräter entpuppt und getötet wird. Der 2. Akt ist die Rückblende, der das Versagen der Mustang-Einheit und deren Entführung zeigt. Die Mustang-Einheit vernimmt einen Partner von Abu-Baha, um an dessen Boss zu kommen. Popovich wird in den nächsten Missionen gefasst, allerdings werden Pvt. Newman und Pvt. Down hintergangen und entführt. Im dritten Akt sieht man, dass Downs und Newman noch leben und der Razor-Einheit den Standpunkt von Pablo mitteilen. In den letzten 2 Missionen wird Pablo aus seiner Villa in die Slums verjagt und wird im finalen Kampf von Anderson durch eine Splittergranate getötet.

## Mehrspieler
In Modern Combat 2 ist der Mehrspielermodus in 3 Unterkategorien eingeteilt. Die einzelnen Modi heißen
Online
In diesem Modus ist es möglich, gegen Spieler auf der ganzen Welt anzutreten. Um „online“ spielen zu können, benötigt man ein Konto bei Gameloft-Live.
Lokal (WiFi)
In diesem Modus ist es möglich, gegen Spieler zu spielen, die im lokalen W-Lan eingeloggt sind. Die Daten werden auf dem Gerät gespeichert, das heißt, wenn man Modern Combat 2 löscht, sind auch alle Daten gelöscht (Rang, Killspruch usw.).
Lokal (Bluetooth)
In diesem Modus kann man gegen Spieler antreten, die „in der Nähe sind“ (ca. 15–20 Meter, danach ist die Verbindung zu schlecht). Die Verbindung ist hierbei oft besser als beim Modus Lokal (WiFi). Die Daten werden auf dem Gerät gespeichert, das heißt, wenn man Modern Combat 2 löscht, sind auch alle Daten gelöscht (Rang, Killspruch usw.). Modern Combat 2 ist bisher das einzige Spiel der Modern Combat-Reihe mit Bluetooth-Mehrspielermodus. Diese Funktion gibt es allerdings auch nur auf iOS.

## Waffen und Fertigkeiten
Hier eine Auflistung aller im Multiplayer verfügbaren Waffen, Granaten und Fertigkeiten.
Zusätzlich zu Waffen führt der Spieler ein Messer mit, das zu Nahkampfangriff dient. Ist man nah genug am gegnerischen Spieler
erscheint ein "Knopf" mit dem man die Attacke durchführt.
Primäraffen :
- AK-47
- S1-Custom
- M40A3
- M249
- MN106
- Benelli M4 / Spam-4
- Dradonitch
- RPG-7
- MN106 + Rotpunktvisier
- MN106 + Camo
- MN106 + Schalldämpfer
- Ak-47 + Schalldämpfer
- Goldene AK-47

Sekundärwaffen :
- Berreta M9 / NX8
- MAC-11
- Desert Eagle
- MP5
- Berreta M9 / NX8 + Schalldämpfer
- MAC-11 + Schalldämpfer
- MP5 + Schalldämpfer
- Goldene Pistole

Granaten :
- Splittergranaten
- Blendgranaten

Fertigkeiten :
- erhöhte Munition
- beschleunigtes Nachladen
- reduzierter Rückstoß
- erhöhte Bewegungsgeschwindigkeit
- schnellere Regeneration
- erhöhtes Leben
- erhöhter Schaden mit Pistolen
- erhöhter Schaden mit Sturmgewehren
- erhöhter Schaden mit Schrotflinten
- erhöhter Schaden mit Maschinenpistolen
- erhöhter Schaden mit Maschinengewehren
- erhöhter Schaden mit Scharfschützengewehren

## Spielmodi
In Modern Combat 2 gibt es 4 Spielmodi, die im Mehrspielermodus gespielt werden können.
Beinhaltet sind :
- Einzelkampf
- Teamkampf
- Fahne erobern
- Bombe Entschärfen

## Features
- Gyrosensor-Steuerung[1]
- Steuerungsmodi (Standard, Touchscreen-Steuerung, Steuerelement) wurden weiter verbessert und bieten flüssigeres Gameplay
- 10 Einzelspieler-Missionen in verschiedenen Orten
- Mehrspielermodus bis zu 10 Spielern gleichzeitig, 4 Modis, Call-of-Duty-ähnliches Ränge, EP und KDR-System